# جنگل ملی پیزگاه
جنگل ملی پیزگاه (به انگلیسی: Pisgah National Forest) یک جنگل ملی در آمریکا است.
مساحت این جنگل ۲۰۶۴ کیلومتر مربع است و در ایالت کارولینای شمالی گسترده است.

## نگارخانه

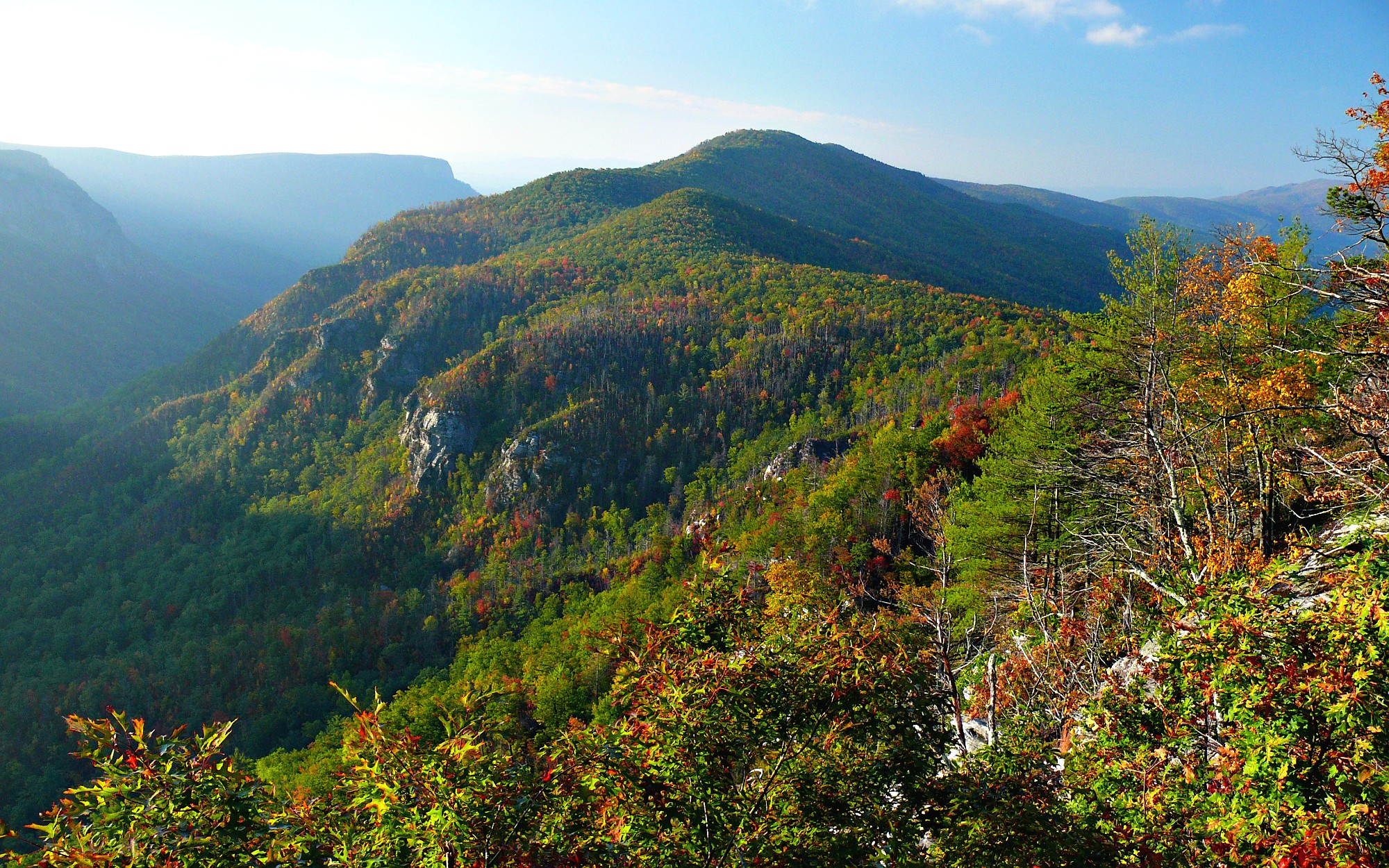